# Cry Wolf (Thunderbirds)
Cry Wolf is, volgens de originele uitzending, de achttiende aflevering van Thunderbirds, de Supermarionationtelevisieserie van Gerry Anderson. De aflevering werd voor het eerst uitgezonden op ATV Midlands op 27 januari 1966.
De aflevering was echter de 21e die geproduceerd werd. Derhalve wordt de aflevering tegenwoordig vaak als 21e aflevering in de serie uitgezonden.

## Verhaal
Diep in de Australische outback ligt een jongen op een richel, na vermoedelijk in een afgrond te zijn gevallen. Via zijn walkietalkie roept hij International Rescue op. John Tracy aan boord van Thunderbird 5 hoort de oproep, maar is niet in staat een bericht terug te seinen. Wel kan hij de locatie van het radiosignaal achterhalen en Jeff stuurt Scott met Thunderbird 1 naar Australië.
Aangekomen in Australië ziet Scott tot zijn verbazing dat de jongen die hen opriep niet alleen niks mankeert (hoewel hij bij zijn oproep beweerde zijn been te hebben gebroken), maar ook door een andere jongen van de richel wordt geholpen. De noodoproep was slechts onderdeel van een kinderspel. Scott brengt de twee jongens, Tony en Bob Williams, terug naar hun huis in Charity Springs. Vader Williams biedt zijn excuses aan. Hij zegt dat Scott en de andere leden van International Rescue Tony en Bobs helden zijn, en derhalve vast onderdeel van al hun spelletjes. Hij laat ze altijd hun gang aan daar hij het zelf te druk heeft met zijn werk (hij runt een weerstation) en hun moeder is overleden. Scott begrijpt de situatie wel, maar wil de jongens duidelijk maken wat de gevolgen van dit soort valse oproepen kunnen zijn. Na overleg met het hoofdkwartier neemt hij de twee mee naar Tracy Eiland voor een rondleiding.
De pers komt achter het feit dat International Rescue een valse oproep heeft beantwoord, en de volgende dag staat het in alle kranten. In zijn tempel in Maleisië leest The Hood het nieuws ook, en hij is behoorlijk geïnteresseerd in het weerstation van Mr. Williams. Volgens hem is er meer gaande in dat weerstation dan de meeste mensen vermoeden. Hij besluit het station te bezoeken in de hoop de kostbare data die daar mogelijk liggen voor zichzelf te kunnen gebruiken. Het blijkt dat Hoods vermoedens juist zijn. Het station is eigenlijk een onderzoekscentrum dat samenwerkt met Satellite HQ. Williams ontvangt daar geregeld foto’s van de satellieten die continu de wereld afzoeken naar vijandelijke vestigingen. Zelfs Tony en Bob weten hier niets van af. Williams heeft zojuist weer een lading foto’s gekregen, gemaakt door Space Observatory 3.
Een paar dagen later zijn Tony en Bob weer bezig met hun International Rescue-spelletje. Hood doet zich voor als een medewerker van de overheid die de verlaten mijnen in het gebied komt inspecteren. Hij maakt Tony, die ditmaal voor slachtoffer moet spelen, wijs dat de gevaarlijke Charitity Mijn veilig is en hij zich daar perfect kan verstoppen. Wanneer Bob later ook de mijn betreedt, blaast Hood de ingang op. Daarna rijdt hij naar Williams’ huis om de foto’s te bemachtigen. Williams ziet Hood op een televisiescherm, en wordt bijna slachtoffer van diens hypnotische blik. Hij kan nog net het scherm uitzetten. Bang roept hij zijn baas bij Sattelite HQ om hulp, maar zij kunnen nooit zo snel iemand naar zijn huis sturen. De baas zegt wel dat hij de foto's moet vernietigen om te vermijden dat de indringer ze kan bemachtigen.
Ondertussen, in de mijn, blijken Tony en Bob de explosie te hebben overleefd, maar ze zitten nu klem onder een houten balk. Ervan overtuigd dat het weer een spelletje is, geeft International Rescue geen gehoor aan hun oproep. Wanneer ze kort daarna ook een bericht krijgen van Kolonel Jameson van Satellite HQ die hen vraagt Williams te gaan helpen, beseffen ze dat het ernst is. Scott haast zich met Thunderbird 1 naar het huis van Williams, terwijl Virgil en Alan met Thunderbird 2 naar de mijn vliegen.
In het huis brandt Hood zich een weg door de deur. Hij hypnotiseert Williams voordat deze de foto’s kan verbranden. Net als Scott landt, gaat Hood ervandoor met de foto’s. Scott zet de achtervolging in op zijn hoverbike. In zijn poging te ontkomen rijdt Hood een afgrond in. Hijzelf valt halverwege uit de auto en blijft aan een uitstekende tak hangen, maar de auto ontploft op de bodem van het ravijn. Scott bemachtigt de foto’s en haast zich terug naar het huis. Ondertussen dringen Virgil en Alan de mijn binnen en weten Tony en Bob eruit te halen voordat het plafond instort.
Bij wijze van dank willen Tony en Bob Scott hun Thunderbird 2-kart eens uit laten proberen. Het ding slaat echter op hol, waarbij Scott eerst door een paar strobalen rijdt en vervolgens in een kippenschuur tot stilstand komt.

## Rolverdeling

### Reguliere stemacteurs
- Jeff Tracy — Peter Dyneley
- Scott Tracy — Shane Rimmer
- Virgil Tracy — David Holliday
- Alan Tracy — Matt Zimmerman
- Gordon Tracy — David Graham
- John Tracy — Ray Barrett
- Grandma Tracy — Christine Finn
- Brains — David Graham
- Tin-Tin — Christine Finn
- The Hood — Ray Barrett

### Gastrollen
- Tony Williams — Christine Finn
- Bob Williams — Sylvia Anderson
- Mr. Williams — Ray Barrett
- Kolonel Jameson — David Graham
- Luitenant Lansfield — Matt Zimmerman
- Sergeant — David Graham

## Machines
De machines en voertuigen in deze aflevering zijn:
- Thunderbird 1
- Thunderbird 2
- Thunderbird 3*
- Thunderbird 5
- Hoverbikes
- Hoods woestijnjeep
- Zeepkist van de jongens, met opschrift Thunderbird 2
- The Mole*
- Firefly*
- Transmitter Truck*
- Excavator*
- Monobrake*

*Deze machines werden niet gebruikt maar enkel gezien tijdens Tony en Bobs rondleiding op Tracy Eiland.

## Fouten
- Alle personages noemen Williams’ weerstation Dunsley Tracker, en die naam staat ook op een bord boven Luitenant Lansfields scherm. In een close-up van dit scherm staat er echter opeens Densley Tracker.

## Trivia
- Tony en Bobs rondleiding over Tracy Eiland brengt hen onder andere naar de hangar van de reddingsmachines van Thunderbird 2. Hier ziet men de Mole, Firefly, Transmitter Truck (uit Sun Probe), Excavator (uit Martian Invasion) en Monobrake (uit The Perils of Penelope). Verder staan er een normale brandweerwagen en een gele brandweerwagen die eerder te zien was in City of Fire.
- De pop van Kolonel Jameson werd eerder gebruikt voor Generaal Lambert in The Imposters.
- Satellite HQ en Space Observatory 3 deden ook mee in The Imposters.
- Een van de technische medewerkers bij Satellite HQ verscheen eerder als BSS agent Southern in 30 Minutes After Noon.